# 奇欽斯科-茲德魯伊
奇欽斯科-茲德魯伊是波蘭的城鎮，位於該國西北部，距離霍伊納12公里，由西波美拉尼亞省負責管轄，面積2.3平方公里，海拔高度55米，2006年人口2,496。

## 外部連結
- Official town webpage（页面存档备份，存于）

52°58′N 14°37′E / 52.967°N 14.617°E